# Liste der Kulturdenkmale in Schmalkalden
Die Liste der Kulturdenkmale in Schmalkalden umfasst die als Ensembles, Straßenzüge und Einzeldenkmale erfassten Kulturdenkmale der thüringischen Stadt Schmalkalden, die vom Thüringischen Landesamt für Denkmalpflege und Archäologie als Bau- und Kunstdenkmale auf dem Gebiet der Stadt mit Stand von 3. Dezember 2024 erfasst wurden. Die Ensembles wurden im Amtsblatt der Stadt veröffentlicht. 
Für Kulturdenkmale außerhalb der Kernstadt siehe Liste der Kulturdenkmale in Schmalkalden/Außerhalb der Kernstadt.

## Ensembles
Die Ausweisung der Ensembles erfolgte gemäß § 2 Absatz 2 des Thüringer Denkmalschutzgesetzes (ThDSchG) als bauliche Gesamtanlage (§ 2 Absatz 3) oder kennzeichnendes Straßen-, Platz- und Ortsbild (§ 2 Absatz 4).

### Bauliche Gesamtanlagen

#### Stadtmauer mit Türmen und Durchlässen
| Bild                           | Bezeichnung             | Lage                                                                                  | Datierung | Beschreibung       | ID |
| ------------------------------ | ----------------------- | ------------------------------------------------------------------------------------- | --------- | ------------------ | -- |
| weitere Bilder Fotos hochladen | Pulverturm              | Am Pulverturm o. Nr. (Karte)                                                          |           | auch Einzeldenkmal |    |
| Fotos hochladen                | Bauliche Gesamtanlage   | Auergasse 15, 17, 19, 21, 23 (vormals Hausnummern 19, 21, 23, 25, 27, 29, 31) (Karte) |           |                    |    |
| BW                             | Bauliche Gesamtanlage   | Entenplan 30, 32, 34, 36, 38, 40 (Karte)                                              |           |                    |    |
| BW                             | Bauliche Gesamtanlage   | Haindorfsgasse 3, 5, 7, 9, 11, 13, 15 (Karte)                                         |           |                    |    |
| Fotos hochladen                | Stadtmauer mit Turmrest | Hinter der Stadt (Karte)                                                              |           |                    |    |
| BW                             | Bauliche Gesamtanlage   | Hoffnung 22, 24, 26, 30 (Karte)                                                       |           |                    |    |
| Fotos hochladen                | Stadtmauer              | Hoffnung 28 (Karte)                                                                   |           |                    |    |
| Fotos hochladen                | Bauliche Gesamtanlage   | Pfaffengasse 1 (Karte)                                                                |           |                    |    |
| BW                             | Bauliche Gesamtanlage   | Pfaffengasse 3, 5, 7, 9, 11, 13, 15 (Karte)                                           |           |                    |    |
| Fotos hochladen                | Stadtmauer              | Schmiedhof 2 (Karte)                                                                  |           |                    |    |
| BW                             | Bauliche Gesamtanlage   | Schmiedhof 4, 6, 8, 10, 12, 14, 16, 18, 20, 22, 24, 26 (Karte)                        |           |                    |    |
| Fotos hochladen                | Bauliche Gesamtanlage   | Schmiedhof 28 (Karte)                                                                 |           |                    |    |
| Fotos hochladen                | Bauliche Gesamtanlage   | Schmiedhof 32 (Karte)                                                                 |           |                    |    |

#### Kernstadt Schmalkalden
| Bild | Bezeichnung             | Lage | Datierung | Beschreibung                                                                   | ID  |
| --- | ----------------------- | --- | --------- | ------------------------------------------------------------------------------ | --- |
| BW | bauliche Gesamtanlage   | Am Alten Graben 2, 6, 20, 22, 24, 24a, 26, 28, (Karte) |           |                                                                                |     |
| BW | bauliche Gesamtanlage   | Am Pulverturm 1, 2, 3, 3a, 10 (Karte) |           |                                                                                |     |
| Fotos hochladen | Wohn- und Geschäftshaus | Altmarkt 3 (Karte) |           |                                                                                |     |
| Fotos hochladen | Wohn- und Geschäftshaus | Altmarkt 7 (Karte) |           |                                                                                |     |
| Fotos hochladen | Postamt                 | Altmarkt 10 (Karte) |           |                                                                                |     |
| Fotos hochladen | Wohn- und Geschäftshaus | Altmarkt 13 (Karte) |           |                                                                                |     |
| BW | bauliche Gesamtanlage   | Auer Gasse 2 (Karte) |           |                                                                                |     |
| BW | bauliche Gesamtanlage   | Auer Gasse 4 (Karte) |           |                                                                                |     |
| BW | bauliche Gesamtanlage   | Auer Gasse 6 (Karte) |           |                                                                                |     |
| BW | bauliche Gesamtanlage   | Auer Gasse 8, 9, 10, 11, 12, 13, 14, 15, 16, 17, 18, 19, 20, 21, 22, 23, 24, 25, 26 (Karte) |           |                                                                                |     |
| [[Vorlage:Bilderwunsch/code!/O:!/C:50.720682,10.447387!/D:Bahnhofstraße 3, 4, 5, 6, 7, 8, 9, 10, 11, 12, 13, 14, 15, 17, 18, 19, 20, 21, 22, 23, 24, 25, 26, 27, 28, 29, 30, 31, 32, 34, 35, 36, 37, 38, 39, 40, 41, 42, 43, 44, 45, 46, 47, 49, 51, 53, 55, 57, 59, 61, 63, 64, 65, 66, 67, 68, 69, 70, 71, 72, 73, 74, 80, 82, bauliche Gesamtanlage!/\|BW]]                                    | bauliche Gesamtanlage   | Bahnhofstraße 3, 4, 5, 6, 7, 8, 9, 10, 11, 12, 13, 14, 15, 17, 18, 19, 20, 21, 22, 23, 24, 25, 26, 27, 28, 29, 30, 31, 32, 34, 35, 36, 37, 38, 39, 40, 41, 42, 43, 44, 45, 46, 47, 49, 51, 53, 55, 57, 59, 61, 63, 64, 65, 66, 67, 68, 69, 70, 71, 72, 73, 74, 80, 82 (Karte)                                     |           |                                                                                |     |
| weitere Bilder Fotos hochladen | Wohnhaus                | Braugasse 1 (Karte) |           | Fachwerkbau                                                                    |     |
| weitere Bilder Fotos hochladen | Wohn- und Geschäftshaus | Entenplan 4 (Karte) |           |                                                                                |     |
| weitere Bilder Fotos hochladen | Wohnhaus                | Entenplan 5 (Karte) |           |                                                                                |     |
| weitere Bilder Fotos hochladen | Wohnhaus                | Entenplan 7 (Karte) |           |                                                                                |     |
| weitere Bilder Fotos hochladen | Wohnhaus                | Entenplan 9 (Karte) |           |                                                                                |     |
| BW | bauliche Gesamtanlage   | Entenplan 10 (Karte) |           |                                                                                |     |
| BW | bauliche Gesamtanlage   | Entenplan 19 (Karte) |           |                                                                                |     |
| weitere Bilder Fotos hochladen | Wohnhaus                | Entenplan 21 (Karte) |           | Fachwerkbau                                                                    |     |
| BW | bauliche Gesamtanlage   | Haargasse 1, 2, 3, 4, 4a, 5, 6, 7, 8, 9, 10, 12 (Karte) |           |                                                                                |     |
| BW | bauliche Gesamtanlage   | Haargasse 14, 15, 16, 17, 18, 19, 21, 23, 25 (Karte) |           |                                                                                |     |
| BW | bauliche Gesamtanlage   | Haindorfsgasse 2, 3, 4, 5, 6, 7, 8, 10, 14, 15, 16, 18 (Karte) |           |                                                                                |     |
| weitere Bilder Fotos hochladen | Wohn- und Geschäftshaus | Herrengasse 1 (Karte) |           |                                                                                |     |
| BW | bauliche Gesamtanlage   | Herrengasse 2, 4 (Karte) |           |                                                                                |     |
| weitere Bilder Fotos hochladen | Wohn- und Geschäftshaus | Herrengasse 6 (Karte) |           |                                                                                |     |
| BW | bauliche Gesamtanlage   | Hinter der Stadt 2, 4, 8 (Karte) |           |                                                                                |     |
| weitere Bilder Fotos hochladen | Wohnhaus                | Hölzersgasse 1 (Karte) |           |                                                                                |     |
| BW | bauliche Gesamtanlage   | Hölzersgasse 3, 5, 7, 7a, 8, 14 (Karte) |           |                                                                                |     |
| weitere Bilder Fotos hochladen | Wohnhaus                | Hölzersgasse 6 (Karte) |           |                                                                                |     |
| weitere Bilder Fotos hochladen | Wohnhaus                | Hölzersgasse 10 (Karte) |           |                                                                                |     |
| weitere Bilder Fotos hochladen | Wohnhaus                | Hölzersgasse 12 (Karte) |           |                                                                                |     |
| BW | bauliche Gesamtanlage   | Hoffnung 1, 3, 5, 9, 11, 13, 14, 16, 17, 18, 22, 24, 26, 28, 34, 36, 38 (Karte) |           |                                                                                |     |
| Fotos hochladen | bauliche Gesamtanlage   | Hoffnung 2, 4, 6, 8, 10, 12 (Karte) |           |                                                                                |     |
| BW | bauliche Gesamtanlage   | Hoffnung 13, 14, 16, 17, 18, 22, 24, 26, 28, 34, 36, 38 (Karte) |           |                                                                                |     |
| Fotos hochladen | Wohnhaus                | Hofstatt 1a (Karte) |           |                                                                                |     |
| BW | bauliche Gesamtanlage   | Hofstatt 4, 5, 6 (Karte) |           |                                                                                |     |
| weitere Bilder Fotos hochladen | bauliche Gesamtanlage   | Hofstatt 7 (Karte) |           |                                                                                |     |
| BW | bauliche Gesamtanlage   | Hofstatt 9 (Karte) |           |                                                                                |     |
| Fotos hochladen | bauliche Gesamtanlage   | Hofstatt 10 (Karte) |           |                                                                                |     |
| Fotos hochladen | bauliche Gesamtanlage   | Hofstatt 11 (Karte) |           |                                                                                |     |
| Fotos hochladen | bauliche Gesamtanlage   | Hofstatt 12 (Karte) |           |                                                                                |     |
| BW | bauliche Gesamtanlage   | Hofstatt 13, 14, 17, 18, 19 (Karte) |           |                                                                                |     |
| BW | bauliche Gesamtanlage   | Judengasse 1, 2, 3, 5, 7, 9, 10 (Karte) |           |                                                                                |     |
| weitere Bilder Fotos hochladen | Wohn- und Geschäftshaus | Judengasse 11 (Karte) |           |                                                                                |     |
| Fotos hochladen | bauliche Gesamtanlage   | Katzensprung 2 (Karte) |           |                                                                                |     |
| weitere Bilder Fotos hochladen | Doppelwohnhaus          | Kirchhof 6, 7 (Karte) |           |                                                                                |     |
| weitere Bilder Fotos hochladen | Wohnhaus                | Kirchhof 8 (Karte) |           |                                                                                |     |
| BW | bauliche Gesamtanlage   | Kirchhof 12 (Karte) |           |                                                                                |     |
| weitere Bilder Fotos hochladen | Wohnhaus                | Kirchhof 14 (Karte) |           |                                                                                |     |
| BW | bauliche Gesamtanlage   | Kirchhof 17 (Karte) |           |                                                                                |     |
| BW | bauliche Gesamtanlage   | Klostergasse 2, 3, 4, 4a (Karte) |           |                                                                                |     |
| BW | bauliche Gesamtanlage   | Kothersgasse 2, 3, 4, 5, 11, 13 (Karte) |           |                                                                                |     |
| BW | bauliche Gesamtanlage   | Künkelsgasse 1, 3, 4, 5, 6, 7, 8, 8a, 10a, 11a, 16, 17, 17a, 17b, 19, 24, 26, 28, 30, 32 (Karte) |           |                                                                                |     |
| BW | bauliche Gesamtanlage   | Leere Tasche 2, 4, 6 (Karte) |           |                                                                                |     |
| Fotos hochladen | Wohn- und Geschäftshaus | Leere Tasche 8 (Karte) |           |                                                                                |     |
| BW | bauliche Gesamtanlage   | Linkgasse 2, 4, 6, 6a, 8 (Karte) |           |                                                                                |     |
| BW | bauliche Gesamtanlage   | Lutherplatz 5 (Karte) |           |                                                                                |     |
| BW | bauliche Gesamtanlage   | Lutherplatz 9 (Karte) |           |                                                                                |     |
| BW | bauliche Gesamtanlage   | Lutherplatz 10 (Karte) |           |                                                                                |     |
| BW | bauliche Gesamtanlage   | Lutherplatz 12 (Karte) |           |                                                                                |     |
| Fotos hochladen | bauliche Gesamtanlage   | Lutherplatz 13 (Karte) |           |                                                                                |     |
| weitere Bilder Fotos hochladen | Wohn- und Geschäftshaus | Mohrengasse 1 (Karte) |           |                                                                                |     |
| weitere Bilder Fotos hochladen | Wohn- und Geschäftshaus | Mohrengasse 3 (Karte) |           |                                                                                |     |
| BW | bauliche Gesamtanlage   | Mühlengasse 4, 12 (Karte) |           |                                                                                |     |
| BW | bauliche Gesamtanlage   | Neumarkt 1, 3 (Karte) |           |                                                                                |     |
| weitere Bilder Fotos hochladen | bauliche Gesamtanlage   | Neumarkt 4 (Karte) |           |                                                                                |     |
| weitere Bilder Fotos hochladen | bauliche Gesamtanlage   | Neumarkt 6 (Karte) |           |                                                                                |     |
| weitere Bilder Fotos hochladen | Wohn- und Geschäftshaus | Neumarkt 8 (Karte) |           |                                                                                |     |
| weitere Bilder Fotos hochladen | Apotheke                | Neumarkt 9 (Karte) |           |                                                                                |     |
| weitere Bilder Fotos hochladen | bauliche Gesamtanlage   | Obertor 1, 3, 4, 6, 7, 8, 9, 10, 11, 12, 13, 14, 15, 16, 17, 18, 19, 20, 22, 24, 26, 28, 30, 32, 34, 36, 40, 42, 44, 46, 48, 50, 54 (Karte) |           |                                                                                |     |
| BW | bauliche Gesamtanlage   | Pfaffengasse 1, 2 (Karte) |           |                                                                                |     |
| BW | bauliche Gesamtanlage   | Pfaffengasse 5 (Karte) |           |                                                                                |     |
| weitere Bilder Fotos hochladen | bauliche Gesamtanlage   | Pfaffengasse 6 (Karte) |           |                                                                                |     |
| BW | bauliche Gesamtanlage   | Pfaffengasse 7, 9, 11 (Karte) |           |                                                                                |     |
| weitere Bilder Fotos hochladen | bauliche Gesamtanlage   | Pfaffengasse 13 (Karte) |           |                                                                                |     |
| weitere Bilder Fotos hochladen | bauliche Gesamtanlage   | Pfaffengasse 15 (Karte) |           |                                                                                |     |
| BW | bauliche Gesamtanlage   | Pfaffengasse 16, 17, 21, 22, 23, 24, 25 (Karte) |           |                                                                                |     |
| weitere Bilder Fotos hochladen | bauliche Gesamtanlage   | Pfaffengasse 28 (Karte) |           |                                                                                |     |
| weitere Bilder Fotos hochladen | Wohnhaus                | Pfaffengasse 31 (Karte) |           |                                                                                |     |
| BW | bauliche Gesamtanlage   | Pfaffengasse 35 (Karte) |           |                                                                                |     |
| BW | bauliche Gesamtanlage   | Renthofstraße 1, 1a, 3, 5, 7, 9, 13, 15, 17 (Karte) |           |                                                                                |     |
| BW | bauliche Gesamtanlage   | Reihersgasse 1, 3, 6, 7, 8, 9, 11, 13, 14, 15, 16, 17, 18, 19, 20, 22, 24, 26, 28, 30 (Karte) |           |                                                                                |     |
| BW | bauliche Gesamtanlage   | Reiherstor 2, 3, 5, 6, 8, 9, 9a, 9b, 9c, 9d, 10, 11, 12, 13, 14, 15, 16, 17, 18, 20, 22, 24, 26, 30 (Karte) |           |                                                                                |     |
| BW | bauliche Gesamtanlage   | Rückersgasse 1, 2, 3, 4, 5, 6, 7, 9, 10, 11, 13, 14, 15, 16, 17, 18, 19, 20, 21, 23, 25, 27 (Karte) |           |                                                                                |     |
| weitere Bilder Fotos hochladen | bauliche Gesamtanlage   | Salzbrücke 1 (Karte) |           |                                                                                |     |
| weitere Bilder Fotos hochladen | bauliche Gesamtanlage   | Salzbrücke 3 (Karte) |           |                                                                                |     |
| BW | bauliche Gesamtanlage   | Salzbrücke 4 (Karte) |           |                                                                                |     |
| weitere Bilder Fotos hochladen | bauliche Gesamtanlage   | Salzbrücke 5 (Karte) |           |                                                                                |     |
| weitere Bilder Fotos hochladen | bauliche Gesamtanlage   | Salzbrücke 6 (Karte) |           |                                                                                |     |
| weitere Bilder Fotos hochladen | bauliche Gesamtanlage   | Salzbrücke 7 (Karte) |           |                                                                                |     |
| BW | bauliche Gesamtanlage   | Salzbrücke 8 (Karte) |           |                                                                                |     |
| Fotos hochladen | bauliche Gesamtanlage   | Schlossberg 1 (Karte) |           |                                                                                |     |
| BW | bauliche Gesamtanlage   | Schlossberg 1a (Karte) |           |                                                                                |     |
| BW | bauliche Gesamtanlage   | Schlossberg 1b (Karte) |           |                                                                                |     |
| weitere Bilder Fotos hochladen | bauliche Gesamtanlage   | Schlossberg 3 (Karte) |           |                                                                                |     |
| BW | bauliche Gesamtanlage   | Schlossberg 4, 5, 6, 7 (Karte) |           |                                                                                |     |
| Fotos hochladen | bauliche Gesamtanlage   | Schlossberg 8 (Karte) |           |                                                                                |     |
| weitere Bilder Fotos hochladen | Schloss Wilhelmsburg    | Schlossberg 9 (Karte) | 1590      | Renaissancebau                                                                 | eKD |
| BW | bauliche Gesamtanlage   | Schlossberg 9a, 11, 13 (Karte) |           |                                                                                |     |
| BW | bauliche Gesamtanlage   | Schmiedhof 2 (Karte) |           |                                                                                |     |
| Fotos hochladen | bauliche Gesamtanlage   | Schmiedhof 4 (Karte) |           |                                                                                |     |
| Fotos hochladen | bauliche Gesamtanlage   | Schmiedhof 6 (Karte) |           |                                                                                |     |
| BW | bauliche Gesamtanlage   | Schmiedhof 8, 9, 10 (Karte) |           |                                                                                |     |
| Fotos hochladen | bauliche Gesamtanlage   | Schmiedhof 12 (Karte) |           |                                                                                |     |
| BW | bauliche Gesamtanlage   | Schmiedhof 13 (Karte) |           |                                                                                |     |
| Fotos hochladen | bauliche Gesamtanlage   | Schmiedhof 14 (Karte) |           |                                                                                |     |
| BW | bauliche Gesamtanlage   | Schmiedhof 15 (Karte) |           |                                                                                |     |
| Fotos hochladen | bauliche Gesamtanlage   | Schmiedhof 16 (Karte) |           |                                                                                |     |
| Fotos hochladen | bauliche Gesamtanlage   | Schmiedhof 17 (Karte) |           |                                                                                |     |
| Fotos hochladen | bauliche Gesamtanlage   | Schmiedhof 18 (Karte) |           |                                                                                |     |
| Fotos hochladen | bauliche Gesamtanlage   | Schmiedhof 19a (Karte) |           |                                                                                |     |
| Fotos hochladen | bauliche Gesamtanlage   | Schmiedhof 20 (Karte) |           |                                                                                |     |
| Fotos hochladen | bauliche Gesamtanlage   | Schmiedhof 22 (Karte) |           |                                                                                |     |
| BW | bauliche Gesamtanlage   | Schmiedhof 23 (Karte) |           |                                                                                |     |
| Fotos hochladen | bauliche Gesamtanlage   | Schmiedhof 24 (Karte) |           |                                                                                |     |
| BW | bauliche Gesamtanlage   | Schmiedhof 25 (Karte) |           |                                                                                |     |
| Fotos hochladen | bauliche Gesamtanlage   | Schmiedhof 26 (Karte) |           |                                                                                |     |
| Fotos hochladen | bauliche Gesamtanlage   | Schmiedhof 27 (Karte) |           |                                                                                |     |
| Fotos hochladen | bauliche Gesamtanlage   | Schmiedhof 28 (Karte) |           |                                                                                |     |
| BW | bauliche Gesamtanlage   | Schmiedhof 28a (Karte) |           |                                                                                |     |
| Fotos hochladen | bauliche Gesamtanlage   | Schmiedhof 30 (Karte) |           |                                                                                |     |
| Fotos hochladen | bauliche Gesamtanlage   | Schmiedhof 31 (Karte) |           |                                                                                |     |
| Fotos hochladen | bauliche Gesamtanlage   | Schmiedhof 32 (Karte) |           |                                                                                |     |
| Fotos hochladen | bauliche Gesamtanlage   | Schmiedhof 34 (Karte) |           |                                                                                |     |
| Fotos hochladen | bauliche Gesamtanlage   | Schmiedhof 36 (Karte) |           |                                                                                |     |
| BW | bauliche Gesamtanlage   | Schmiedhof 38 (Karte) |           |                                                                                |     |
| Fotos hochladen | bauliche Gesamtanlage   | Schmiedhof 40 (Karte) |           |                                                                                |     |
| Fotos hochladen | bauliche Gesamtanlage   | Schmiedhof 42 (Karte) |           |                                                                                |     |
| Fotos hochladen | bauliche Gesamtanlage   | Soldatensprung 1 (Karte) |           |                                                                                |     |
| BW | bauliche Gesamtanlage   | Soldatensprung 2 (Karte) |           |                                                                                |     |
| Fotos hochladen | bauliche Gesamtanlage   | Soldatensprung 3 (Karte) |           |                                                                                |     |
| Fotos hochladen | bauliche Gesamtanlage   | Steingasse 1 (Karte) |           |                                                                                |     |
| BW | bauliche Gesamtanlage   | Steingasse 3, 4, 5, 6 (Karte) |           |                                                                                |     |
| BW | bauliche Gesamtanlage   | Steingasse 9 (Karte) |           |                                                                                |     |
| BW | bauliche Gesamtanlage   | Steingasse 10 (Karte) |           |                                                                                |     |
| BW | bauliche Gesamtanlage   | Steingasse 12 (Karte) |           |                                                                                |     |
| BW | bauliche Gesamtanlage   | Steinerne Wiese 2, 3, 5, 7, 11, 13, 15, 17, 19, 21, 23, 25, 27, 29, 35, 37 (Karte) |           |                                                                                |     |
| BW | bauliche Gesamtanlage   | Stiller Gasse 1 (Karte) |           |                                                                                |     |
| Fotos hochladen | bauliche Gesamtanlage   | Stiller Gasse 3 (Karte) |           |                                                                                |     |
| Fotos hochladen | bauliche Gesamtanlage   | Stiller Gasse 4 (Karte) |           |                                                                                |     |
| BW | bauliche Gesamtanlage   | Stiller Gasse 5 (Karte) |           |                                                                                |     |
| Fotos hochladen | bauliche Gesamtanlage   | Stiller Gasse 6 (Karte) |           |                                                                                |     |
| BW | bauliche Gesamtanlage   | Stiller Gasse 8 (Karte) |           |                                                                                |     |
| Fotos hochladen | bauliche Gesamtanlage   | Stiller Gasse 9 (Karte) |           |                                                                                |     |
| BW | bauliche Gesamtanlage   | Stiller Gasse 10 (Karte) |           |                                                                                |     |
| BW | bauliche Gesamtanlage   | Stiller Gasse 12 (Karte) |           |                                                                                |     |
| BW | bauliche Gesamtanlage   | Stiller Gasse 14 (Karte) |           |                                                                                |     |
| weitere Bilder Fotos hochladen | bauliche Gesamtanlage   | Stiller Gasse 15 (Karte) |           | Wohn- und Geschäftshaus, dreigeschossiger Fachwerkbau mit massivem Erdgeschoss |     |
| BW | bauliche Gesamtanlage   | Stiller Gasse 16 (Karte) |           |                                                                                |     |
| Fotos hochladen | bauliche Gesamtanlage   | Stiller Gasse 17 (Karte) |           |                                                                                |     |
| Fotos hochladen | bauliche Gesamtanlage   | Stiller Gasse 18 (Karte) |           |                                                                                |     |
| Fotos hochladen | bauliche Gesamtanlage   | Stiller Gasse 20 (Karte) |           |                                                                                |     |
| Fotos hochladen | bauliche Gesamtanlage   | Stiller Gasse 21 (Karte) |           |                                                                                |     |
| Fotos hochladen | bauliche Gesamtanlage   | Stiller Gasse 22 (Karte) |           |                                                                                |     |
| Fotos hochladen | bauliche Gesamtanlage   | Stiller Gasse 23 (Karte) |           |                                                                                |     |
| Fotos hochladen | bauliche Gesamtanlage   | Stiller Gasse 24 (Karte) |           |                                                                                |     |
| BW | bauliche Gesamtanlage   | Stiller Gasse 25 (Karte) |           |                                                                                |     |
| Fotos hochladen | bauliche Gesamtanlage   | Stiller Gasse 29 (Karte) |           |                                                                                |     |
| Fotos hochladen | bauliche Gesamtanlage   | Stiller Tor 1 (Karte) |           |                                                                                |     |
| BW | bauliche Gesamtanlage   | Stiller Tor 3 (Karte) |           |                                                                                |     |
| Fotos hochladen | bauliche Gesamtanlage   | Stiller Tor 5 (Karte) |           |                                                                                |     |
| Fotos hochladen | bauliche Gesamtanlage   | Stiller Tor 6 (Karte) |           |                                                                                |     |
| Fotos hochladen | bauliche Gesamtanlage   | Stiller Tor 7 (Karte) |           |                                                                                |     |
| Fotos hochladen | bauliche Gesamtanlage   | Stiller Tor 8 (Karte) |           |                                                                                |     |
| Fotos hochladen | bauliche Gesamtanlage   | Stiller Tor 9 (Karte) |           |                                                                                |     |
| Fotos hochladen | bauliche Gesamtanlage   | Stiller Tor 10 (Karte) |           |                                                                                |     |
| Fotos hochladen | bauliche Gesamtanlage   | Stiller Tor 11 (Karte) |           |                                                                                |     |
| Fotos hochladen | bauliche Gesamtanlage   | Stiller Tor 12 (Karte) |           |                                                                                |     |
| Fotos hochladen | bauliche Gesamtanlage   | Stiller Tor 13 (Karte) |           |                                                                                |     |
| BW | bauliche Gesamtanlage   | Stiller Tor 15 (Karte) |           |                                                                                |     |
| BW | bauliche Gesamtanlage   | Stiller Tor 16 (Karte) |           |                                                                                |     |
| Fotos hochladen | bauliche Gesamtanlage   | Stiller Tor 17 (Karte) |           |                                                                                |     |
| BW | bauliche Gesamtanlage   | Stiller Tor 18 (Karte) |           |                                                                                |     |
| BW | bauliche Gesamtanlage   | Stiller Tor 18a (Karte) |           |                                                                                |     |
| Fotos hochladen | bauliche Gesamtanlage   | Stiller Tor 19 (Karte) |           |                                                                                |     |
| BW | bauliche Gesamtanlage   | Stiller Tor 20 (Karte) |           |                                                                                |     |
| Fotos hochladen | bauliche Gesamtanlage   | Stiller Tor 21 (Karte) |           |                                                                                |     |
| Fotos hochladen | bauliche Gesamtanlage   | Stiller Tor 22 (Karte) |           |                                                                                |     |
| Fotos hochladen | bauliche Gesamtanlage   | Stiller Tor 23 (Karte) |           |                                                                                |     |
| Fotos hochladen | bauliche Gesamtanlage   | Stiller Tor 24 (Karte) |           |                                                                                |     |
| Fotos hochladen | bauliche Gesamtanlage   | Stiller Tor 26 (Karte) |           |                                                                                |     |
| Fotos hochladen | bauliche Gesamtanlage   | Stiller Tor 28 (Karte) |           |                                                                                |     |
| Fotos hochladen | bauliche Gesamtanlage   | Stiller Tor 30 (Karte) |           |                                                                                |     |
| BW | bauliche Gesamtanlage   | Stiller Tor 31 (Karte) |           |                                                                                |     |
| Fotos hochladen | bauliche Gesamtanlage   | Stiller Tor 32 (Karte) |           |                                                                                |     |
| BW | bauliche Gesamtanlage   | Stiller Tor 33 (Karte) |           |                                                                                |     |
| Fotos hochladen | bauliche Gesamtanlage   | Stiller Tor 34 (Karte) |           |                                                                                |     |
| Fotos hochladen | bauliche Gesamtanlage   | Stiller Tor 36 (Karte) |           |                                                                                |     |
| Fotos hochladen | bauliche Gesamtanlage   | Stiller Tor 38 (Karte) |           |                                                                                |     |
| BW | bauliche Gesamtanlage   | Stiller Tor 39, 40, 41, 42, 42a, 43, 44, 45, 46, 47, 48, 49, 51, 53, 54, 55, 57, 57a, 58, 59, 61 (Karte) |           |                                                                                |     |
| BW | bauliche Gesamtanlage   | Stumpfelsgasse 1, 2, 3, 4, 5, 6, 7, 7a, 9, 10, 11, 12, 13, 15, 16, 17, 19, 21, 23, 25 (Karte) |           |                                                                                |     |
| BW | bauliche Gesamtanlage   | Weidebrunner Gasse 1, 2, 3, 4, 5, 6, 7, 8, 9, 10, 11, 12, 13, 15, 17, 18, 19, 20, 22, 24, 26, 28 (Karte) |           |                                                                                |     |
| [[Vorlage:Bilderwunsch/code!/O:!/C:50.72554,10.453735!/D:Weidebrunner Tor 2, 5, 6, 7, 8, 9, 10, 11, 12, 13, 14, 15, 16, 18, 19, 20, 21, 22, 23, 24, 25, 26, 27, 28, 29, 30, 31, 32, 33, 34, 35, 36, 38, 39, 40, 41, 42, 43, 44, 45, 46, 47, 48, 49, 50, 51, 52, 53, 54, 55, 56, 57, 58, 59, 60, 61, 62, 63, 64, 65, 66, 67, 68, 70, 72, 74, 76, 78, 88, 90, 92, 94, bauliche Gesamtanlage!/\|BW]] | bauliche Gesamtanlage   | Weidebrunner Tor 2, 5, 6, 7, 8, 9, 10, 11, 12, 13, 14, 15, 16, 18, 19, 20, 21, 22, 23, 24, 25, 26, 27, 28, 29, 30, 31, 32, 33, 34, 35, 36, 38, 39, 40, 41, 42, 43, 44, 45, 46, 47, 48, 49, 50, 51, 52, 53, 54, 55, 56, 57, 58, 59, 60, 61, 62, 63, 64, 65, 66, 67, 68, 70, 72, 74, 76, 78, 88, 90, 92, 94 (Karte) |           |                                                                                |     |
| BW | bauliche Gesamtanlage   | Wollwebergasse 8 (Karte) |           |                                                                                |     |
| BW | bauliche Gesamtanlage   | Ziegengasse 1, 2, 4 (Karte) |           |                                                                                |     |

#### Schlossanlage
| Bild | Bezeichnung                          | Lage                 | Datierung | Beschreibung | ID |
| ---- | ------------------------------------ | -------------------- | --------- | ------------ | -- |
| BW   | Schlossanlage / Schloss Wilhelmsburg | Schloßberg 9 (Karte) |           |              |    |

### Kennzeichnende Platz- und Straßenbilder

#### Näherstiller Straße einschließlich anschließender Straßen-, Platz- und Hofräume (besonders Blechhammer)
Das Ensemble umfasst eine historische Straßenzeile der Stadterweiterung um die Jahrhundertwende.

| Bild | Bezeichnung                 | Lage                                                                                  | Datierung | Beschreibung | ID |
| ---- | --------------------------- | ------------------------------------------------------------------------------------- | --------- | ------------ | -- |
| BW   | kennzeichnendes Straßenbild | Näherstiller Straße 5, 7, 9, 11, 13, 15, 17, 19, 19 A, 21, 23, 25, 27, 29, 31 (Karte) |           |              |    |
| BW   | kennzeichnendes Straßenbild | Blechhammer 1–9 (Karte)                                                               |           |              |    |

#### Wohnviertel nördlich der Schmalkalde
Das Wohnviertel stellt ein kennzeichnendes Straßenbild dar.

| Bild                                    | Bezeichnung                 | Lage                                                                              | Datierung | Beschreibung | ID |
| --------------------------------------- | --------------------------- | --------------------------------------------------------------------------------- | --------- | ------------ | -- |
| BW                                      | kennzeichnendes Straßenbild | Amalienufer 1, 2, 4, 5, 6, 8, 10, 12, 14 (Karte)                                  |           |              |    |
| BW                                      | kennzeichnendes Straßenbild | Am Alten Graben 9, 11, 13, 15 (Karte)                                             |           |              |    |
| BW                                      | kennzeichnendes Straßenbild | Gartenweg 1, 3 (Karte)                                                            |           |              |    |
| BW                                      | kennzeichnendes Straßenbild | Geschwister-Scholl-Straße 1, 2, 4, 6, 7, 8, 9, 10, 11, 13, 14, 20, 22, 24 (Karte) |           |              |    |
| BW                                      | kennzeichnendes Straßenbild | Röthweg 2, 4 (Karte)                                                              |           |              |    |
| BW                                      | kennzeichnendes Straßenbild | Teichstraße 7, 9, 11, 13, 21 (Karte)                                              |           |              |    |
| Direkt Bild zu diesem Denkmal hochladen | kennzeichnendes Straßenbild | Waldhausstraße 3, 5, 7, 9, 12, 13, 14                                             |           |              |    |

## Einzeldenkmale

### Schmalkalden
| Bild                                    | Bezeichnung                                                                          | Lage                                                  | Datierung | Beschreibung                                                                          | ID |
| --------------------------------------- | ------------------------------------------------------------------------------------ | ----------------------------------------------------- | --------- | ------------------------------------------------------------------------------------- | -- |
| weitere Bilder Fotos hochladen          | Rathaus, Mittelbau, sogenannte Steinerne Kemenate                                    | Altmarkt 1 (Karte)                                    | 1419      |                                                                                       |    |
| weitere Bilder Fotos hochladen          | Rathaus, südlicher Bau                                                               | Altmarkt 1 (Karte)                                    | 1905      |                                                                                       |    |
| weitere Bilder Fotos hochladen          | Rathaus, nördlicher Bau                                                              | Altmarkt 2 (Karte)                                    |           | mit spätgotischen Bauteilen                                                           |    |
| Fotos hochladen                         | Wohn- und Geschäftshaus                                                              | Altmarkt 4 (Karte)                                    |           |                                                                                       |    |
| weitere Bilder Fotos hochladen          | Wohn- und Geschäftshaus / Todenwarthsche Kemenate                                    | Altmarkt 5 (Karte)                                    | 1575      | Im Giebel bezeichnet 1575, Rundbogenportal mit Sitznischen und Stabwerksprofilen      |    |
| Fotos hochladen                         | Wohnhaus                                                                             | Altmarkt 6 (Karte)                                    |           |                                                                                       |    |
| Fotos hochladen                         | Wohn- und Geschäftshaus                                                              | Altmarkt 8 (Karte)                                    |           |                                                                                       |    |
| Fotos hochladen                         | Wohnhaus                                                                             | Altmarkt 9 (Karte)                                    |           | Vorgängerbau am 12. April 1880 abgerissen                                             |    |
| Fotos hochladen                         | Wohn- und Geschäftshaus mit Ausstattung und Keller                                   | Altmarkt 14 (Karte)                                   |           |                                                                                       |    |
| BW                                      | Salzrenterei                                                                         | Am Bad 3 (Karte)                                      |           |                                                                                       |    |
| BW                                      | Villa mit Ausstattung und Garten                                                     | Am Neuen Teich 12 (Karte)                             |           |                                                                                       |    |
| BW                                      | Villa                                                                                | Am Neuen Teich 13 a; b (Karte)                        |           |                                                                                       |    |
| BW                                      | Wohnhaus mit Ausstattung                                                             | Am Neuen Teich 21 (Karte)                             |           |                                                                                       |    |
| weitere Bilder Fotos hochladen          | Wohn- und Geschäftshaus mit Torbau                                                   | Auer Gasse 1 (Karte)                                  |           |                                                                                       |    |
| weitere Bilder Fotos hochladen          | Wohn- und Geschäftshaus                                                              | Auer Gasse 3 (Karte)                                  |           |                                                                                       |    |
| weitere Bilder Fotos hochladen          | Wohn- und Geschäftshaus                                                              | Auer Gasse 5 (Karte)                                  |           |                                                                                       |    |
| weitere Bilder Fotos hochladen          | Wohn- und Geschäftshaus                                                              | Auer Gasse 7 (Karte)                                  |           |                                                                                       |    |
| BW                                      | Wohn- und Geschäftshaus                                                              | Auer Gasse 9 (Karte)                                  |           |                                                                                       |    |
| BW                                      | Brunnen                                                                              | Auer Gasse 13 (Karte)                                 |           |                                                                                       |    |
| BW                                      | Wohn- und Geschäftshaus                                                              | Auer Gasse 26 (Karte)                                 |           |                                                                                       |    |
| BW                                      | Kirche mit Ausstattung, Kirchhof mit Einfriedung / Totenhofkirche                    | Bahnhofstraße 33 (Karte)                              |           |                                                                                       |    |
| BW                                      | Wohnhaus mit Ausstattung                                                             | Bergstraße 11 (Karte)                                 |           |                                                                                       |    |
| BW                                      | Feierhalle, Krematorium, Friedhof, Sowjetischer Ehrenfriedhof und OdF-Gedenkstätte   | Eichelbach 23 (Karte)                                 |           |                                                                                       |    |
| Direkt Bild zu diesem Denkmal hochladen | Gedenkstein                                                                          | Eichelbach 23                                         |           |                                                                                       |    |
| weitere Bilder Fotos hochladen          | Villa mit Ausstattung                                                                | Entenplan 13 (Karte)                                  |           |                                                                                       |    |
| BW                                      | Schule mit Ausstattung und Umfriedung / Gymnasium                                    | Geschwister-Scholl-Straße 1 (Karte)                   |           |                                                                                       |    |
| BW                                      | Wohnhaus mit Ausstattung und Vorgarten                                               | Geschwister-Scholl-Straße 2 (Karte)                   |           |                                                                                       |    |
| BW                                      | Wohnhaus mit Ausstattung, Garten und Umfriedung                                      | Geschwister-Scholl-Straße 6 (Karte)                   |           |                                                                                       |    |
| BW                                      | Gemeindehaus                                                                         | Geschwister-Scholl-Straße 8 (Karte)                   |           |                                                                                       |    |
| BW                                      | Villa                                                                                | Geschwister-Scholl-Straße 14 (Karte)                  |           |                                                                                       |    |
| BW                                      | Wohnhaus mit Ausstattung                                                             | Geschwister-Scholl-Straße 22 (Karte)                  |           |                                                                                       |    |
| BW                                      | Wohnhaus mit Ausstattung                                                             | Geschwister-Scholl-Straße 24 (Karte)                  |           |                                                                                       |    |
| BW                                      | Quelleneinfassung / Gespring                                                         | Gespringweg, bei Gothaer Straße 2a (Karte)            |           |                                                                                       |    |
| weitere Bilder Fotos hochladen          | Ehemaliges Wohn, und Geschäftshaus, jetzt Museum                                     | Gillersgasse 1 (Karte)                                |           | Gillersgasse 1 (Schmalkalden)                                                         |    |
| weitere Bilder Fotos hochladen          | Ehemaliges Wohnhaus                                                                  | Gillersgasse 2 (Karte)                                |           | Gillersgasse 2 (Schmalkalden)                                                         |    |
| BW                                      | Simultangebäude                                                                      | Gothaer Straße 21 (Karte)                             |           |                                                                                       |    |
| BW                                      | Wohnhaus                                                                             | Gothaer Straße 91 (Karte)                             |           |                                                                                       |    |
| weitere Bilder Fotos hochladen          | Ehemaliges Stadtbad                                                                  | Haargasse 13 (Karte)                                  |           |                                                                                       |    |
| BW                                      | Wohnhaus                                                                             | Haindorfsgasse 16 (Karte)                             |           |                                                                                       |    |
| BW                                      | Winzerhaus / Blaues Haus                                                             | Herrentälchen 5 (Karte)                               |           |                                                                                       |    |
| BW                                      | Keller / Alter Lutherkeller                                                          | Hinter der Stadt 5 (Karte)                            |           |                                                                                       |    |
| BW                                      | Villa / Petervilla                                                                   | Hinter der Stadt 9, 9a (Karte)                        |           |                                                                                       |    |
| BW                                      | Wohnhaus mit Ausstattung                                                             | Hoffnung 11 (Karte)                                   |           |                                                                                       |    |
| BW                                      | Wohn- und Geschäftshaus mit Ausstattung und Nebengebäude                             | Hoffnung 13 (21) (Karte)                              |           |                                                                                       |    |
| Direkt Bild zu diesem Denkmal hochladen | Wohnhaus                                                                             | Hoffnung 19                                           |           |                                                                                       |    |
| BW                                      | Marstall                                                                             | Hoffnung 28, 30 (Karte)                               |           |                                                                                       |    |
| Fotos hochladen                         | Wohn- und Geschäftshaus                                                              | Hofstatt 1 (Karte)                                    |           |                                                                                       |    |
| weitere Bilder Fotos hochladen          | bauliche Gesamtanlage                                                                | Hofstatt 3 (Karte)                                    |           |                                                                                       |    |
| BW                                      | Saalgebäude mit Ausstattung, Kegelbahn und Wirtschaftsgebäude                        | Judengasse 3 (Karte)                                  |           |                                                                                       |    |
| Fotos hochladen                         | Wohnhaus mit Ausstattung                                                             | Katzensprung 1 (Karte)                                |           |                                                                                       |    |
| weitere Bilder Fotos hochladen          | Evangelische Stadtkirche Sankt Georg                                                 | Kirchhof 1 (Karte)                                    |           |                                                                                       |    |
| weitere Bilder Fotos hochladen          | Ehemalige Reformierte Schule                                                         | Kirchhof 2 (Karte)                                    | 1659      |                                                                                       |    |
| weitere Bilder Fotos hochladen          | Evangelisches Dekanat                                                                | Kirchhof 3 (Karte)                                    |           |                                                                                       |    |
| Fotos hochladen                         | Heinrich-Heine-Bibliothek                                                            | Kirchhof 4 (Karte)                                    |           |                                                                                       |    |
| weitere Bilder Fotos hochladen          | Wohnhaus mit Ausstattung                                                             | Kirchhof 5 (Karte)                                    |           |                                                                                       |    |
| weitere Bilder Fotos hochladen          | Doppelwohnhaus                                                                       | Kirchhof 9 (Karte)                                    |           |                                                                                       |    |
| BW                                      | Ensemble mit Nr. 13 und 15                                                           | Kirchhof 11 (Karte)                                   |           |                                                                                       |    |
| weitere Bilder Fotos hochladen          | Wohnhaus, Ensemble mit Nr. 11 und 15                                                 | Kirchhof 13 (Karte)                                   |           |                                                                                       |    |
| weitere Bilder Fotos hochladen          | Wohnhaus, Ensemble mit Nr. 11 und 13                                                 | Kirchhof 15 (Karte)                                   |           |                                                                                       |    |
| BW                                      | Wohnhaus                                                                             | Linkgasse 8 (Karte)                                   |           |                                                                                       |    |
| Fotos hochladen                         | Wohn- und Geschäftshaus mit Ausstattung                                              | Lutherplatz 1 (Karte)                                 |           |                                                                                       |    |
| Fotos hochladen                         | Wohn- und Geschäftshaus                                                              | Lutherplatz 2 (Karte)                                 |           |                                                                                       |    |
| Fotos hochladen                         | Wohn- und Geschäftshaus mit Ausstattung und Nebengebäude, Ensemble mit Nr. 4         | Lutherplatz 3 (Karte)                                 |           |                                                                                       |    |
| Fotos hochladen                         | Wohn- und Geschäftshaus, Ensemble mit Nr. 3                                          | Lutherplatz 4 (Karte)                                 |           |                                                                                       |    |
| weitere Bilder Fotos hochladen          | Gasthaus Hessischer Hof mit Ausstattung                                              | Lutherplatz 6 (Karte)                                 |           |                                                                                       |    |
| BW                                      | Nebengebäude                                                                         | Lutherplatz 6 (Karte)                                 |           |                                                                                       |    |
| weitere Bilder Fotos hochladen          | Lutherhaus, Wohn- und Geschäftshaus                                                  | Lutherplatz 7 (Karte)                                 |           |                                                                                       |    |
| Fotos hochladen                         | Wohn- und Geschäftshaus                                                              | Lutherplatz 8 (Karte)                                 |           |                                                                                       |    |
| weitere Bilder Fotos hochladen          | Wohn- und Geschäftshaus                                                              | Mohrengasse 1a (Karte)                                |           |                                                                                       |    |
| weitere Bilder Fotos hochladen          | Wohn- und Geschäftshaus                                                              | Mohrengasse 2 (Karte)                                 |           |                                                                                       |    |
| BW                                      | Mühle / Wiesenmühle                                                                  | Mühlengasse 12 (Karte)                                |           |                                                                                       |    |
| BW                                      | Schule, Mikwe, Garten, Friedhof / Jüdische Kultur                                    | Näherstiller Straße 3 (Karte)                         |           |                                                                                       |    |
| BW                                      | Wohnhaus mit Ausstattung und Garten                                                  | Näherstiller Straße 5 (Karte)                         |           |                                                                                       |    |
| BW                                      | Wohnhaus mit Garten und Ausstattung                                                  | Näherstiller Straße 7 (Karte)                         |           |                                                                                       |    |
| BW                                      | Villa mit Garten                                                                     | Näherstiller Straße 11 (Karte)                        |           |                                                                                       |    |
| BW                                      | Villa mit Ausstattung und Garten                                                     | Näherstiller Straße 13 (Karte)                        |           |                                                                                       |    |
| BW                                      | Wohnhaus mit Ausstattung und Garten                                                  | Näherstiller Straße 21 (Karte)                        |           |                                                                                       |    |
| BW                                      | Wohnhaus mit Ausstattung und Garten                                                  | Näherstiller Straße 23 (Karte)                        |           |                                                                                       |    |
| BW                                      | Wohnhaus mit Grundstück und Einfriedung                                              | Näherstiller Straße 25 (Karte)                        |           |                                                                                       |    |
| Direkt Bild zu diesem Denkmal hochladen | Brücke                                                                               | Näherstiller Straße o. Nr.                            |           |                                                                                       |    |
| weitere Bilder Fotos hochladen          | Sogenannter Hessenhof                                                                | Neumarkt 5 (Karte)                                    |           |                                                                                       |    |
| weitere Bilder Fotos hochladen          | Wohn- und Geschäftshaus mit Nebengebäuden und Grundstück / Messerschmidt's Bierhalle | Neumarkt 7; Hölzergasse 2, 4, 6 (Karte)               |           |                                                                                       |    |
| BW                                      | Wohnhaus mit Ausstattung und Remise                                                  | Pfaffenbach 23 (Karte)                                |           |                                                                                       |    |
| weitere Bilder Fotos hochladen          | Wohnhaus mit Grundstück                                                              | Pfaffengasse 3 (Karte)                                |           |                                                                                       |    |
| weitere Bilder Fotos hochladen          | Wohnhaus, auch bauliche Gesamtanlage                                                 | Pfaffengasse 12 (Karte)                               |           |                                                                                       |    |
| weitere Bilder Fotos hochladen          | Wohnhaus, auch bauliche Gesamtanlage                                                 | Pfaffengasse 14 (Karte)                               |           |                                                                                       |    |
| weitere Bilder Fotos hochladen          | Heiliggrabesbehausung, sogenannter Henneberger Hof                                   | Pfaffengasse 26 (Karte)                               |           |                                                                                       |    |
| BW                                      | Wohnhaus mit Ausstattung und Baumbestand                                             | Pfaffenwiese 1 (Karte)                                |           |                                                                                       |    |
| BW                                      | Wohnhaus mit Ausstattung                                                             | Questenweg 3 (Karte)                                  |           |                                                                                       |    |
| BW                                      | Wohnhaus / ehem. Finanzamt                                                           | Rötweg 6 (Karte)                                      |           |                                                                                       |    |
| weitere Bilder Fotos hochladen          | Wohnhaus                                                                             | Salzbrücke 2 (Karte)                                  |           |                                                                                       |    |
| weitere Bilder Fotos hochladen          | Wohnhaus mit Ausstattung und Grundstück                                              | Schlossberg 2 (Karte)                                 |           |                                                                                       |    |
| Fotos hochladen                         | Wohnhaus mit Ausstattung / Stengelsches Haus                                         | Schmiedhof 19 (Karte)                                 |           |                                                                                       |    |
| BW                                      | Wohnhaus                                                                             | Steinerne Wiese 4 (Karte)                             |           |                                                                                       |    |
| BW                                      | Wohnhaus mit Grundstück                                                              | Steinerne Wiese 8 (Karte)                             |           |                                                                                       |    |
| Fotos hochladen                         | bauliche Gesamtanlage                                                                | Steingasse 2 (Karte)                                  |           |                                                                                       |    |
| BW                                      | Wohn- und Geschäftshaus mit Ausstattung                                              | Steingasse 3 (Karte)                                  |           |                                                                                       |    |
| Fotos hochladen                         | Wohn- und Geschäftshaus mit Ausstattung                                              | Steingasse 7 (Karte)                                  |           |                                                                                       |    |
| Fotos hochladen                         | Wohn- und Geschäftshaus mit Ausstattung / ehemals Superintendentur                   | Steingasse 8 (Karte)                                  |           |                                                                                       |    |
| Fotos hochladen                         | Wohn- und Geschäftshaus mit Ausstattung / Rosenapotheke                              | Steingasse 11 (Karte)                                 |           |                                                                                       |    |
| BW                                      | Hof                                                                                  | Steingasse 11 (Karte)                                 |           |                                                                                       |    |
| BW                                      | Hofgebäude                                                                           | Steingasse 11 (Karte)                                 |           |                                                                                       |    |
| Fotos hochladen                         | Wohn- und Geschäftshaus mit Ausstattung                                              | Steingasse 13 (Karte)                                 |           |                                                                                       |    |
| BW                                      | Wohn- und Geschäftshaus mit Ausstattung                                              | Stiller Gasse 2 (Karte)                               |           |                                                                                       |    |
| BW                                      | Nebengebäude                                                                         | Stiller Gasse 2 (Karte)                               |           |                                                                                       |    |
| Fotos hochladen                         | Wohn- und Geschäftshaus mit Ausstattung                                              | Stiller Gasse 7 (Karte)                               |           |                                                                                       |    |
| weitere Bilder Fotos hochladen          | Wohn- und Geschäftshaus mit Ausstattung                                              | Stiller Gasse 11 (Karte)                              |           | Dreigeschossiger Fachwerkbau, am Eingang bez. 1768                                    |    |
| weitere Bilder Fotos hochladen          | Wohn- und Geschäftshaus mit Ausstattung                                              | Stiller Gasse 19 (Karte)                              |           | Dreigeschossiger Fachwerkbau mit massivem Erdgeschoss und vorkragenden Obergeschossen |    |
| BW                                      | Nebengebäude                                                                         | Stiller Gasse 19 (Karte)                              |           |                                                                                       |    |
| Fotos hochladen                         | Nebengebäude                                                                         | Stiller Gasse 26 (Karte)                              |           |                                                                                       |    |
| Fotos hochladen                         | Wohnhaus mit Grundstück                                                              | Stiller Gasse 28 (Karte)                              |           |                                                                                       |    |
| Direkt Bild zu diesem Denkmal hochladen | Zaunsäulen                                                                           | Über dem Welgerstal o. Nr.                            |           |                                                                                       |    |
| Direkt Bild zu diesem Denkmal hochladen | Wohnhaus mit Ausstattung                                                             | Waldhausstraße 12                                     |           |                                                                                       |    |
| Direkt Bild zu diesem Denkmal hochladen | Wohnhaus mit Ausstattung und Einfriedung                                             | Waldhausstraße 14                                     |           |                                                                                       |    |
| BW                                      | Wohnhaus                                                                             | Weidebrunner Gasse 13 (Karte)                         |           |                                                                                       |    |
| BW                                      | Wohn- und Geschäftshaus mit Hofgebäuden und Grundstück / Große Kemenate              | Weidebrunner Gasse 18, 20; Ziegengasse o. Nr. (Karte) |           |                                                                                       |    |
| BW                                      | Wohnhaus                                                                             | Weidebrunner Gasse 26 (Karte)                         |           |                                                                                       |    |
| BW                                      | Wohn- und Geschäftshaus mit Nebengebäude und Grundstück                              | Weidebrunner Gasse 5 (Karte)                          |           |                                                                                       |    |
| BW                                      | Wohnhaus mit Einfriedung                                                             | Wilhelm-Külz-Straße 6 (Karte)                         |           |                                                                                       |    |

## Legende
- Bild: zeigt ein Bild des Kulturdenkmals und gegebenenfalls einen Link zu weiteren Fotos des Kulturdenkmals im Medienarchiv Wikimedia Commons
- Bezeichnung: Name, Bezeichnung oder die Art des Kulturdenkmals
- Lage: Wenn vorhanden Straßenname und Hausnummer des Kulturdenkmals; Grundsortierung der Liste erfolgt nach dieser Adresse. Der Link Karte führt zu verschiedenen Kartendarstellungen und nennt die Koordinaten des Kulturdenkmals.
 Kartenansicht, um Koordinaten zu setzen – in dieser Kartenansicht sind Kulturdenkmale ohne Koordinaten mit einem roten bzw. orangen Marker dargestellt und können in der Karte gesetzt werden. Kulturdenkmale ohne Bild sind mit einem blauen bzw. roten Marker gekennzeichnet, Kulturdenkmale mit Bild mit einem grünen bzw. orangen Marker.
- Datierung: gibt das Jahr der Fertigstellung beziehungsweise das Datum der Erstnennung oder den Zeitraum der Errichtung an
- Beschreibung: bauliche und geschichtliche Einzelheiten des Kulturdenkmals, vorzugsweise die Denkmaleigenschaften
- ID: Die ID identifiziert das Kulturdenkmal eindeutig. In Thüringen sind aktuell keine IDs veröffentlicht. In der ID-Spalte kann sich auch folgendes Icon  befinden, dies führt zu Angaben zu diesem Kulturdenkmal bei Wikidata.